# Ayumi Beppu
Ayumi Beppu (別府 あゆみ Beppu Ayumi?) (Sakai, 14 de junio de 1983) es una actriz y tarento japonesa. Es conocida por su rol de Hōka Ozu y Magi Pink en la serie Mahō Sentai Magiranger emitida desde el 13 de febrero de 2005 al 12 de febrero de 2006.

## Filmografía
- Mahō Sentai Magiranger (2005): Hōka Ozu (小津 芳香 Ozu Hōka?)/Magi Pink (マジピンク Mahōtsukai Maji Pinku?)
- Mahō Sentai Magiranger the Movie: Bride of Infershia (3 de septiembre de 2005): Hōka Ozu (小津 芳香 Ozu Hōka?)/Magi Pink (マジピンク Mahōtsukai Maji Pinku?)
- Mahō Sentai Magiranger vs. Dekaranger (2006): Hōka Ozu (小津 芳香 Ozu Hōka?)/Magi Pink (マジピンク Mahōtsukai Maji Pinku?)
- Chō Ninja Tai Inazuma! (2006): Mujer Espacial Sheriff Beppy
- Chō Ninja Tai Inazuma!! SPARK (2007): Hayabusa, Beppy/Ayumiko Kitabeppu
- Kaizoku Sentai Gokaiger (2012): Hōka Ozu (小津 芳香 Ozu Hōka?)/Magi Pink (マジピンク Mahōtsukai Maji Pinku?)
- Rurouni Kenshin: Kyoto Inferno (2014): Omime
- Rurouni Kenshin: The Legend Ends (2014): Omime
- Hero Mama League (2018): Hōka Ozu (小津 芳香 Ozu Hōka?)/Magi Pink (マジピンク Mahōtsukai Maji Pinku?)